# Blindern
Blindern er et kvarter i Oslo på grænsen mellem bydelene Vestre Aker og Nordre Aker.
Området er specielt kendt for Universitetet i Oslo som blev flyttet hertil lige før krigen, og navnet "Blindern" bruges i daglig tale som synonym for universitetet, som ligger der. (Jura ligger i centrum, psykologi er flyttet fra Blindern i 2002 og medicin ligger spredt over flere sygehuse i Oslo).
Blindern Studenterhjem blev åbnet i 1925 og har plads til over 220 studenter. Studenterhjemmet blev bygget i nyklassisismens formsprog og tegnet af arkitekt Nicolai Beer. Bygningerne ligger lige ved Universitetet i Oslo og blev fredet i 1997. Studentparlamentet på Blindern var tidligere den såkaldte husfarbolig til Blindern Studenterhjem.
Gården Blindern var en af Akers mange gårde, som ender på -vin, og kan dateres til de første århundrede af vor tidsregning. Dele af Blindern var ejet bønder i hele middelalderen. I nyere tid var Blindern-bønderne foregangsmænd for moderne gårddrift.
59°56′18″N 10°43′30″Ø / 59.9384611°N 10.7249739°Ø